# کاسبا
کاسبا (به لاتین: Kasba) یک منطقهٔ مسکونی در بنگلادش است که در ناحیه برهمن‌بریه واقع شده‌است. کاسبا ۲۰۹٫۷۷ کیلومتر مربع مساحت و ۳۱۹٬۲۲۱ نفر جمعیت دارد.